# Campeonato Neerlandés de Fútbol 1950-51
El Campeonato Neerlandés de Fútbol 1950/51 fue la 62.ª edición del campeonato de fútbol de los Países Bajos. Participaron 60 equipos divididos en cinco divisiones. El campeón nacional sería determinado por un grupo final formado con los ganadores de cada división. PSV Eindhoven ganó el campeonato de este año.

## Divisiones

### Eerste Klasse A
|    | Club            | PJ | PG | PE | PP | GF | GC | Pts | DG  |                                           |
| -- | --------------- | -- | -- | -- | -- | -- | -- | --- | --- | ----------------------------------------- |
| 1  | sc Heerenveen   | 22 | 19 | 0  | 3  | 97 | 33 | 38  | +64 | Clasificado al grupo final por el título. |
| 2  | VV Leeuwarden   | 22 | 13 | 1  | 8  | 69 | 57 | 27  | +12 |                                           |
| 3  | Go Ahead        | 22 | 12 | 3  | 7  | 44 | 40 | 27  | +4  |                                           |
| 4  | Be Quick 1887   | 22 | 12 | 2  | 8  | 51 | 39 | 26  | +12 |                                           |
| 5  | GVAV Rapiditas  | 22 | 10 | 5  | 7  | 42 | 32 | 25  | +10 |                                           |
| 6  | Sneek Wit Zwart | 22 | 10 | 2  | 10 | 45 | 40 | 22  | +5  |                                           |
| 7  | LAC Frisia 1883 | 22 | 8  | 5  | 9  | 44 | 42 | 21  | +2  |                                           |
| 8  | Zwolsche Boys   | 22 | 8  | 2  | 12 | 37 | 45 | 18  | -8  |                                           |
| 9  | Achilles 1894   | 22 | 7  | 3  | 12 | 34 | 54 | 17  | -20 |                                           |
| 10 | VV Zwartemeer   | 22 | 6  | 3  | 13 | 27 | 54 | 15  | -27 | Descendido.                               |
| 11 | Velocitas 1897  | 22 | 5  | 5  | 12 | 28 | 58 | 15  | -30 |                                           |
| 12 | HSC             | 22 | 5  | 3  | 14 | 34 | 58 | 13  | -24 | Descendido.                               |

PJ = Partidos jugados; PG = Partidos ganados; PE = Partidos empatados; PP = Partidos perdidos; GF = Goles a favor; GC = Goles en contra; Pts = Puntos; DG = Diferencia de goles

### Eerste Klasse B
|    | Club            | PJ | PG | PE | PP | GF | GC | Pts | DG  |                                           |
| -- | --------------- | -- | -- | -- | -- | -- | -- | --- | --- | ----------------------------------------- |
| 1  | DWS             | 22 | 11 | 7  | 4  | 28 | 15 | 29  | +13 | Clasificado al grupo final por el título. |
| 2  | FC Wageningen   | 22 | 11 | 7  | 4  | 33 | 23 | 29  | +10 |                                           |
| 3  | AGOVV Apeldoorn | 22 | 11 | 3  | 8  | 40 | 35 | 25  | +5  |                                           |
| 4  | Enschedese Boys | 22 | 8  | 8  | 6  | 34 | 26 | 24  | +8  |                                           |
| 5  | HVV 't Gooi     | 22 | 7  | 9  | 6  | 30 | 27 | 23  | +3  |                                           |
| 6  | NEC Nijmegen    | 22 | 7  | 7  | 8  | 26 | 30 | 21  | -4  |                                           |
| 7  | SC Enschede     | 22 | 8  | 5  | 9  | 26 | 32 | 21  | -6  |                                           |
| 8  | AFC Ajax        | 22 | 7  | 7  | 8  | 31 | 40 | 21  | -9  |                                           |
| 9  | Vitesse         | 22 | 6  | 8  | 8  | 33 | 29 | 20  | +4  |                                           |
| 10 | DOS             | 22 | 7  | 6  | 9  | 31 | 29 | 20  | +2  |                                           |
| 11 | Heracles        | 22 | 6  | 6  | 10 | 28 | 35 | 18  | -7  | Descendido.                               |
| 12 | HVV Hengelo     | 22 | 4  | 5  | 13 | 20 | 39 | 13  | -19 | Descendido.                               |

PJ = Partidos jugados; PG = Partidos ganados; PE = Partidos empatados; PP = Partidos perdidos; GF = Goles a favor; GC = Goles en contra; Pts = Puntos; DG = Diferencia de goles

### Eerste Klasse C
|    | Club                | PJ | PG | PE | PP | GF | GC | Pts | DG  |                                           |
| -- | ------------------- | -- | -- | -- | -- | -- | -- | --- | --- | ----------------------------------------- |
| 1  | Blauw-Wit Amsterdam | 22 | 14 | 4  | 4  | 51 | 26 | 32  | +25 | Clasificado al grupo final por el título. |
| 2  | HFC Haarlem         | 22 | 13 | 4  | 5  | 56 | 34 | 30  | +22 |                                           |
| 3  | SVV                 | 22 | 11 | 4  | 7  | 43 | 40 | 26  | +3  |                                           |
| 4  | Hermes DVS          | 22 | 10 | 4  | 8  | 50 | 36 | 24  | +14 |                                           |
| 5  | HFC EDO             | 22 | 9  | 6  | 7  | 28 | 31 | 24  | -3  |                                           |
| 6  | ADO Den Haag        | 22 | 10 | 3  | 9  | 32 | 27 | 23  | +5  |                                           |
| 7  | HBS Craeyenhout     | 22 | 9  | 4  | 9  | 54 | 46 | 22  | +8  |                                           |
| 8  | RCH                 | 22 | 8  | 5  | 9  | 35 | 35 | 21  | 0   |                                           |
| 9  | De Volewijckers     | 22 | 8  | 5  | 9  | 37 | 41 | 21  | -4  |                                           |
| 10 | VSV                 | 22 | 7  | 3  | 12 | 25 | 38 | 17  | -13 |                                           |
| 11 | DWV Amsterdam       | 22 | 5  | 5  | 12 | 26 | 47 | 15  | -21 | Descendido.                               |
| 12 | KFC                 | 22 | 3  | 3  | 16 | 27 | 63 | 9   | -36 | Descendido.                               |

PJ = Partidos jugados; PG = Partidos ganados; PE = Partidos empatados; PP = Partidos perdidos; GF = Goles a favor; GC = Goles en contra; Pts = Puntos; DG = Diferencia de goles

### Eerste Klasse D
|    | Club             | PJ | PG | PE | PP | GF | GC | Pts | DG  |                                           |
| -- | ---------------- | -- | -- | -- | -- | -- | -- | --- | --- | ----------------------------------------- |
| 1  | Willem II        | 22 | 16 | 3  | 3  | 67 | 27 | 35  | +40 | Clasificado al grupo final por el título. |
| 2  | BVV Den Bosch    | 22 | 15 | 3  | 4  | 58 | 26 | 33  | +32 |                                           |
| 3  | Emma             | 22 | 10 | 8  | 4  | 57 | 43 | 28  | +24 |                                           |
| 4  | RBC Roosendaal   | 22 | 11 | 5  | 6  | 49 | 40 | 27  | +9  |                                           |
| 5  | NAC              | 22 | 10 | 4  | 8  | 27 | 32 | 24  | -5  |                                           |
| 6  | LONGA            | 22 | 9  | 4  | 9  | 38 | 28 | 22  | 0   |                                           |
| 7  | Xerxes           | 22 | 9  | 4  | 9  | 57 | 52 | 22  | +5  |                                           |
| 8  | Feijenoord       | 22 | 7  | 8  | 7  | 31 | 32 | 22  | -1  |                                           |
| 9  | Sparta Rotterdam | 22 | 7  | 3  | 12 | 33 | 36 | 17  | -3  |                                           |
| 10 | NOAD             | 22 | 5  | 6  | 11 | 25 | 43 | 16  | -18 |                                           |
| 11 | TSC              | 22 | 3  | 7  | 12 | 27 | 57 | 13  | -30 | Descendido.                               |
| 12 | De Baronie       | 22 | 1  | 3  | 18 | 23 | 76 | 5   | -53 | Descendido.                               |

PJ = Partidos jugados; PG = Partidos ganados; PE = Partidos empatados; PP = Partidos perdidos; GF = Goles a favor; GC = Goles en contra; Pts = Puntos; DG = Diferencia de goles

### Eerste Klasse E
|    | Club           | PJ | PG | PE | PP | GF | GC | Pts | DG  |                                           |
| -- | -------------- | -- | -- | -- | -- | -- | -- | --- | --- | ----------------------------------------- |
| 1  | PSV Eindhoven  | 22 | 17 | 3  | 2  | 52 | 18 | 37  | +34 | Clasificado al grupo final por el título. |
| 2  | FC Eindhoven   | 22 | 13 | 6  | 3  | 64 | 26 | 32  | +38 |                                           |
| 3  | Limburgia      | 22 | 9  | 6  | 7  | 45 | 37 | 24  | +8  |                                           |
| 4  | VVV Venlo      | 22 | 9  | 5  | 8  | 47 | 37 | 23  | +10 |                                           |
| 5  | Sittardia      | 22 | 7  | 7  | 8  | 46 | 47 | 21  | -1  |                                           |
| 6  | MVV Maastricht | 22 | 7  | 7  | 8  | 39 | 41 | 21  | -2  |                                           |
| 7  | Maurits        | 22 | 7  | 7  | 8  | 40 | 43 | 21  | -3  |                                           |
| 8  | Bleijerheide   | 22 | 7  | 7  | 8  | 22 | 25 | 21  | -3  |                                           |
| 9  | VV Brabantia   | 22 | 6  | 5  | 11 | 29 | 31 | 17  | -2  |                                           |
| 10 | VV Chèvremont  | 22 | 6  | 5  | 11 | 32 | 51 | 17  | -19 |                                           |
| 11 | SC Emma        | 22 | 7  | 2  | 13 | 26 | 52 | 16  | -26 | Descendido.                               |
| 12 | SC Helmondia   | 22 | 5  | 4  | 13 | 28 | 62 | 14  | -34 | Descendido.                               |

PJ = Partidos jugados; PG = Partidos ganados; PE = Partidos empatados; PP = Partidos perdidos; GF = Goles a favor; GC = Goles en contra; Pts = Puntos; DG = Diferencia de goles

### Grupo final por el título
|   | Club                | PJ | PG | PE | PP | GF | GC | Pts | DG  |
| - | ------------------- | -- | -- | -- | -- | -- | -- | --- | --- |
| 1 | PSV Eindhoven       | 8  | 6  | 1  | 1  | 22 | 11 | 13  | +11 |
| 2 | DWS                 | 8  | 5  | 0  | 3  | 23 | 18 | 10  | +5  |
| 3 | Willem II           | 8  | 4  | 1  | 3  | 18 | 16 | 9   | +2  |
| 4 | Blauw-Wit Amsterdam | 8  | 4  | 0  | 4  | 14 | 13 | 8   | +1  |
| 5 | sc Heerenveen       | 8  | 0  | 0  | 8  | 9  | 28 | 0   | -19 |

PJ = Partidos jugados; PG = Partidos ganados; PE = Partidos empatados; PP = Partidos perdidos; GF = Goles a favor; GC = Goles en contra; Pts = Puntos; DG = Diferencia de goles
|                                   |
| Campeón PSV Eindhoven 3.er título |